# 新右翼 (德国)

## 意識形態
从历史上看，新右翼与魏玛共和国有关。两次世界大战期间，魏玛共和国右翼理论家公开拒绝马克思主义、自由主义和议会支持的专制政权和德意志特殊道路。 他们对崛起的纳粹主义的看法依旧矛盾，并促成了1933年纳粹夺权之前的激烈政治内斗。新右翼的几位成员还提到了一些被视为法西斯先论家的政治人物，如乔治·索雷尔、维尔弗雷多·帕累托、羅伯特·米契爾斯、尤利烏斯·埃佛拉、何塞·安东尼奥·普里莫·德里维拉。有些人甚至以安东尼奥·葛兰西等马克思主义哲学家和他的文化霸权思想为基础。
从文本上看，新右翼挑战了启蒙运动的原则，例如人权学说背后的多元化和社会平等。新右翼贬低1968年抗议和女权主义的理想，拒绝接受多元文化社会并寻求加强“民族认同”。 因此，他们更倾向于歷史修正主義，并反对他们所谓的德国对大屠杀的“罪恶崇拜”。 根据羅傑·格里芬的说法，新右翼在两次世界大战期间与他们的前辈一样具有深刻的文化悲观主义。提到种族民族主义，该运动寻求的避难所不是传统价值观的恢复，而是根据古遗传学概念的“民族重生”。
德国新右翼将法国的新右派（Nouvelle Droite）视为一场政治运动，并且与其在总体政治立场上有些相似，其中包括阿兰·德·拜诺瓦倡导的反美情绪。 然而，在宗教上，他们与法国新右翼的新异教倾向与许多新右翼成员的基督教背景相反，尽管该运动也包括神秘团体。

## 另見
- 新保守主义：美国保守主义对1960年代美国新左派的反应。
- 新右派